# Microspingus
Microspingus är ett fågelsläkte i familjen tangaror inom ordningen tättingar: Släktet omfattar åtta till nio arter som förekommer från Peru till centrala Argentina:
- Rostgumpad tangara (M. lateralis)
- Gråstrupig tangara (M. cabanisi)
- Yungastangara (M. erythrophrys)
- Marañóntangara (M. alticola)
- Svartbröstad tangara (M. caesar) 
  - Microspingus [t.] pectoralis – urskiljs av Birdlife International som en egen art
- Trestrimmig tangara (M. trifasciatus)
- Chacotangara (M. melanoleucus)
- Cerradotangara (M. cinereus)

Traditionellt placeras arterna i släktet Poospiza (förutom trestrimmig tangara, i Hemispingus), men genetiska studier visar att de står närmare exempelvis Cypsnagra, Donacospiza och Urothraupis.